# Wunderbaum
Wunderbaum (voorheen Jonghollandia) is een Vlaams-Nederlands acteurscollectief met als vaste kern Walter Bart, Matijs Jansen, Marleen Scholten, Maartje Remmers en Wine Dierickx en vormgever Maarten van Otterdijk. Wunderbaum maakt voorstellingen over actuele thema’s, veelal op locatie maar ook in theaters. Dikwijls onderzoekt Wunderbaum een subcultuur uit de maatschappij van vandaag: de acteurs spelen een bijstandsgezin (Eindhoven de gekste, 2003), would-be religieuzen (Kamp Jezus, 2008), romantici met een grote drang tot zelfopoffering (Magna Plaza, 2007), Britse voetbalsupporters op zuipvakantie in Odessa (Beertourist, 2018).
De acteurs van het collectief studeerden in 2001 af aan de toneelacademie Maastricht. Daarna verbonden zij zich onder de naam Jonghollandia aan het gezelschap ZT Hollandia in Eindhoven. Johan Simons gaf hun de kans gedurende 'vier jaar te experimenteren en autonoom voorstellingen te maken. Na het vertrek van Simons uit Eindhoven volgden zij hem naar Gent, als zogenaamde 'satelliet' van zijn gezelschap NTGent. Daarnaast besloten ze intensief in Rotterdam te gaan werken met het Productiehuis van de Rotterdamse Schouwburg als Nederlandse standplaats. Bij deze nieuwe situatie werd de nieuwe naam Wunderbaum aangenomen, naar een geurboompje voor de auto van het merk Wunderbaum. Een wonderboom is een snelgroeiende, giftige plant.
Sinds 2009 is Wunderbaum een zelfstandig gezelschap. Elk seizoen maakt Wunderbaum nieuwe producties maar houdt eveneens een aantal oudere voorstellingen op het repertoire. Wunderbaum ontving in 2007 voor zijn gehele oeuvre de Mary Dresselhuys Prijs. In 2010 ontving Wunderbaum als groep de Prosceniumprijs van de VSCD.

## The New Forest
Wunderbaum startte in 2013 aan een omvangrijk project: The New Forest. Door bruggen te slaan tussen bedrijfsleven, wetenschap, onderwijs, openbaar bestuur, adverteerders, kunst en publiek, wordt vier jaar (2013-2016) gewerkt aan het bouwen van een reële en virtuele "futuristische nederzetting" (de ontwikkeling kan online gevolgd worden). Bedoeling is om maatschappelijke vraagstukken (als democratie, gezondheidszorg, wetgeving) te onderzoeken. Daarbij wordt ook een reeks nieuwe theaterproducties gemaakt. The New Forest is een samenwerking van onder meer Woningcorporatie Havensteder, Bureau ZUS, KesselsKramer, AVIA, Rizoom, Hofbogen BV, Theater Rotterdam, De Veenfabriek, KVS, NTGent, Münchner Kammerspiele, Hebbel Am Ufer, LAPD/REDCAT Los Angeles, Fonds Podiumkunsten en Gemeente Rotterdam.

## Producties

### 2013
- The New Forest – De wet
- The New Forest - Het Begin
- Tien Geboden
- The New Forest – De komst van Xia (coproductie van Wunderbaum, Ro Theater, Rotterdamse Schouwburg en Operadagen Rotterdam)
- The New Forest – Hospital
- Het spookhuis der geschiedenis
- Rail Gourmet
- Looking for Paul
- The New Forest – Inside Out

### 2012
- Detroit Dealers
- Het spookhuis der geschiedenis
- Onze Paus
- Flow my Tears

### 2011
- Songs at the end of the world
- Looking for Paul

### 2010
- Rail Gourmet
- Natives (op locatie)
- Natives (in de zaal)

### 2009
- Venlo

### 2008
- Beertourist
- Kamp Jezus
- Tien Geboden deel 1&2

### 2007
- Maybe Sweden (film)

### 2006
- Magna Plaza
- Welcome in my backyard

### 2005
- Rollende Road Show

### 2004
- Stad 1
- Stad 2
- Everybody for Berlusconi

### 2003
- Lost Chord Radio

### 2002
- Eindhoven de Gekste
- Pixels